# DJ Skee
Scott Keeney (Minneapolis, Minnesota, 15 de novembro de 1983), mais conhecido pelo seu nome artístico DJ Skee, é um DJ americano, produtor musical, apresentador de televisão, e de uma rádio personalidade com sede em Los Angeles.